# شرح الزيارة الجامعة الكبيرة
شرح الزيارة الجامعة الكبيرة هو كتاب ضخم من تأليف أحمد بن زين الدين الأحسائي الذي تنتسب إليه الفرقة الشيخية، وهو في شرح الزيارة الجامعة الكبيرة التي تعد من النصوص الدينية المهمّة عند الشيعة الإثني عشرية وقد رواها ابن بابويه القمي في كتابيه عيون أخبار الرضا ومن لا يحضره الفقيه، والطوسي في التهذيب، و«قد نُقد المؤلف على بعض آرائه وتحقيقاته في هذا الشرح وغيره من تصانيفه» على حدّ تعبير آغا بزرگ الطهراني.

## ردود وكتب مرتبطة
تعرّض الأحسائي باعتباره رأس الفرقة الشيخيّة إلى معارضات عديدة من قبل جمهور علماء الشيعة، وتوجّهت الكثير من انتقاداتهم له إلى كتابه شرح الزيارة بالذات، واعتراضاتهم مبثوثة في الكتب التي ألّفوها في الرد على الشيخية، غير أنّ بعضهم أفرد مؤلّفات خاصّة في نقد هذا الكتاب، ومنهم:
- محمد حسين الشهرستاني الذي قام بتلخيص شرح الزيارة وكتب بعض الهوامش التعليقية الناقدة لأصل الشرح، وأخرج ذلك في كتاب بعنوان تلويح الإشارة في تلخيص شرح الزيارة.[5]

وكذلك، قام أتباع الأحسائي وأنصاره بالدفاع عنه وعن شرحه، وأفرد بعضهم مؤلّفات خاصّة في الدفاع عن كتابه شرح الزيارة، ومنهم:
- حسن الإحقاقي مرجع الشيخيّة الإحقاقية في عصره، فقد كتب كتابه حل مشكلات شرح الزيارة الجامعة الكبيرة رداً على بعض الإشكالات الموجّهة عليه.